# كلايد بيرنهارت
كلايد بيرنهارت (بالإنجليزية: Clyde Bernhardt)‏ هو عازف جاز أمريكي، ولد في 11 يوليو 1905، وتوفي في 20 مايو 1986 في نيوآرك في الولايات المتحدة.

## وصلات خارجية
- كلايد بيرنهارت على موقع ميوزك برينز (الإنجليزية)
- كلايد بيرنهارت على موقع أول ميوزيك (الإنجليزية)
- كلايد بيرنهارت على موقع ديسكوغز (الإنجليزية)